# コカレストラン

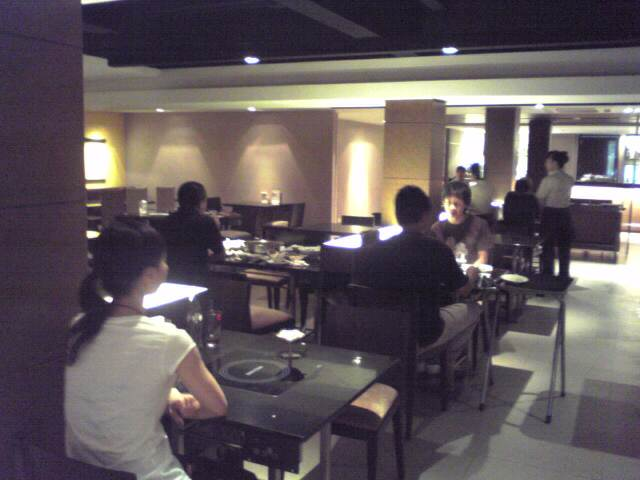
コカレストラン（バンコク、サイアムスクエア店）

コカレストラン（タイ語：สุกี้โคคา 英語：Coca Restaurant）は、タイ王国のコカグループ傘下のタイスキレストランチェーン。

## 概要

### タイスキ
1957年に、シリチャイ・ファンペンソポーンとその妻によって、タイの首都のバンコクに広東料理を中心としたレストランとして設立された。その後名物料理となったタイスキとそのタレが人気を呼び、事業規模を拡大しバンコク首都圏に数店舗を構える。

### 事業拡大
1984年に長男に事業を引き継いだ後も事業規模を拡大し、持ち株会社を作ると共に1987年にシンガポールに初の海外支店をオープンした。その後は日本やインドネシア、台湾などアジア一帯に支店網を広げ現在はタイを含める10カ国で営業を行う。また、コカグループ傘下には「マンゴツリー」や「牡丹亭」、「チャイナホワイト」などの他の料理のレストランも抱える。

## 進出拠点
- タイ
- シンガポール
- マレーシア
- インドネシア
- ラオス
- ミャンマー
- 日本（有楽町店）
- 中華民国
- 中華人民共和国
- 大韓民国